# Bacteria indifferens
Bacteria indifferens är en insektsart som först beskrevs av Brunner von Wattenwyl 1907.  Bacteria indifferens ingår i släktet Bacteria och familjen Diapheromeridae. Inga underarter finns listade.